# Bahama Yellow
Bahama Yellow – ósmy album grupy Universe, wydany w grudniu 1997 roku przez Silverton. Płytę promowały 4 utwory, umieszczone na płycie promocyjnej przeznaczonej dla rozgłośni radiowych:
- „Bahama Yellow” (radiowa premiera: 11 sierpnia 1997)
- „Popłyń ze mną przez świat” (radiowa premiera: 1 października 1997)
- „Zostań ze mną – jeśli kochasz” (radiowa premiera: 1 grudnia 1997)
- „Znowu tańczy wiatr” (radiowa premiera: 1 lutego 1998)

## Lista utworów
| 1.  | „Kwiaty kuszą dłonie”                     |  |
|     | - sł. i muz. Mirosław Breguła             |  |
| 2.  | „Bahama Yellow”                           |  |
|     | - sł. i muz. Mirosław Breguła             |  |
| 3.  | „Pieśń – skutek porannego wstawania”      |  |
|     | - sł. i muz. Mirosław Breguła             |  |
| 4.  | „Tak musi być”                            |  |
|     | - sł. Mirosław Breguła, muz. Henryk Czich |  |
| 5.  | „A dziś mamy taki piękny dzień”           |  |
|     | - sł. i muz. Mirosław Breguła             |  |
| 6.  | „Izabela”                                 |  |
|     | - sł. i muz. Mirosław Breguła             |  |
| 7.  | „Popłyń ze mną przez świat”               |  |
|     | - sł. i muz. Mirosław Breguła             |  |
| 8.  | „Zostań ze mną – jeśli kochasz”           |  |
|     | - sł. i muz. Mirosław Breguła             |  |
| 9.  | „Jesteś niebem”                           |  |
|     | - sł. i muz. Mirosław Breguła             |  |
| 10. | „Ty wiesz – ja wiem”                      |  |
|     | - sł. i muz. Mirosław Breguła             |  |
| 11. | „Znowu tańczy wiatr”                      |  |
|     | - sł. i muz. Mirosław Breguła             |  |
| 12. | "Ballada o dwóch przyjacielach”           |  |
|     | - sł. i muz. Mirosław Breguła             |  |

## Dodatkowe informacje
- Realizacja: Michał Kuczera
- Mastering: Zbigniew Malecki

Nagrań dokonano w Music Projects Studio w Katowicach.